# Усатовский
Усатовский —железнодорожный разъезд в Краснокутском районе Саратовской области, в составе сельского поселения Усатовское муниципальное образование (Краснокутский район.

## География
Находится на расстоянии примерно 15 километров по прямой на юг от районного центра города Красный Кут. 

## Население
Разъезд не фигурировал в данных переписи населения как в 2002 году,  так и в 2010.